# Al-Maqrizi
Taqi al-Din Abu al-Abbas Ahmad ibn 'Ali ibn 'Abd al-Qadir ibn Muhammad al-Maqrizi, född 1364 i Kairo, död 1442, var en arabisk historieskrivare och topograf.
Al-Maqrizi tillbragte större delen av sitt liv i Egypten samt blev uppsyningsman för torghandeln i Kairo och norra Egypten, men innehade därefter en befattning i Damaskus. Hans författarverksamhet var mycket stor, dock mest av kompilatorisk art. Som ett monumentalt arbete av Al-Maqrizi kan betecknas en historisk och topografisk beskrivning över Egypten (en edition utkom i Bulak 1854), av vilken åtskilliga utdrag äro publicerade i Europa, såsom en kopternas historia (utg. på arabiska och tyska av Wüstenfeld, 1845). Bland Al-Maqrizis övriga skrifter märks en historia om de ejjubidiska och mamlukiska härskarna i Egypten (till stor del översatt av Quatremère i Histoire des sultans mamlouks de l'Égypte, 1837-45). 